# Час у Омані

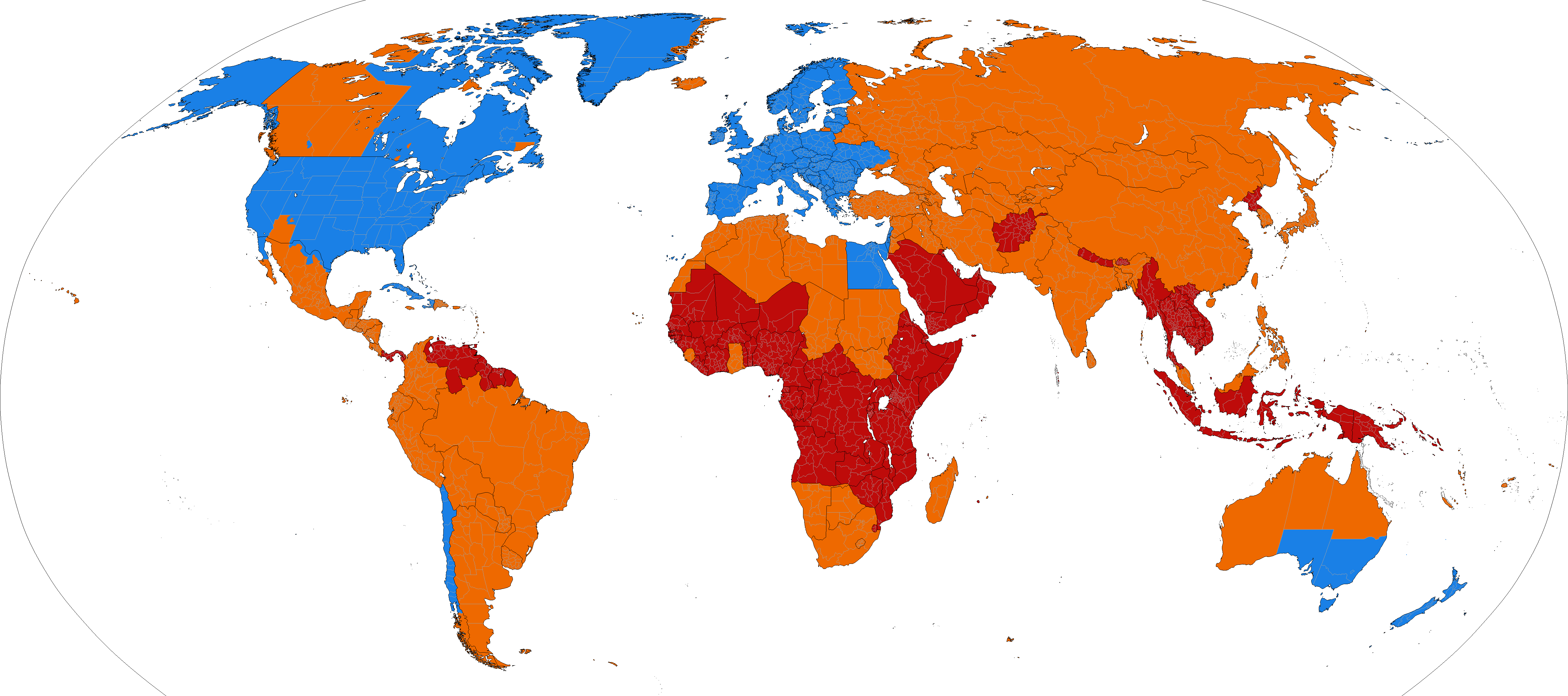
Перехід на літній час у світі
Використовують зараз
Скасований
Ніколи не використовували

Оман, як і його сусідні Об'єднані Арабські Емірати, використовує стандартний час Перської затоки (GST) (UTC+04:00) (+2 години різниці часу з Києвом). Оман не використовує літній час (DST).